# Sundrun
Il Sundrun è un fiume della Russia siberiana orientale (Repubblica Autonoma della Jacuzia), tributario del mare della Siberia orientale.
Nasce dal versante nord-orientale della catena montuosa degli Ulachan-Sis, scorrendo successivamente nella zona nordoccidentale del bassopiano della Kolyma, in un ambiente piatto e ricchissimo di specchi d'acqua (circa 2.800, per una superficie complessiva di 336 km²). Il maggiore tributario è il fiume Malyj Chomus-Jurjach (235 km), confluente dalla destra idrografica.
A causa del clima subartico, il fiume è soggetto a periodi di gelo che vanno mediamente dai primi di ottobre alla prima metà di giugno.